# Drymeia vicana
Drymeia vicana är en tvåvingeart som först beskrevs av Harris 1780.  Drymeia vicana ingår i släktet Drymeia och familjen husflugor. Arten är reproducerande i Sverige. Inga underarter finns listade i Catalogue of Life.